# オリオン座U星
オリオン座U星（オリオンざUせい）は、オリオン座の脈動変光星。

## 概要
ミラ型変光星で、368.3日の周期で4.8等と13.0等の間を変光する。変光に伴いスペクトル型がM6eからM9.5eまで変化する赤色巨星である。U星は2002年9月現在変光星総合カタログ (GCVS) にミラ型変光星として登録されている6712個の星の中では極大等級が7番目に明るく、U星より極大等級が明るいミラ型変光星はミラ（くじら座ο星）（331.96日の周期で2.0等と10.1等の間を変光）、はくちょう座χ星（408.05日の周期で3.3等と14.2等の間を変光）、うみへび座R星（388.87日の周期で3.5等と10.9等の間を変光）、しし座R星（309.95日の周期で4.4等と11.3等の間を変光）、とけい座R星（407.6日の周期で4.7等と14.3等の間を変光）、カシオペヤ座R星（430.46日の周期で4.7等と13.5等の間を変光）だけである。

## 導入方法
オリオン座U星は名前通りオリオン座の星であるが、オリオン座の北端で輝いているためオリオンの鼓星の並びから探すのはとても大変な場所にある。だがおうし座から探せば楽に導入することが可能であり、すぐ脇には特徴的な星の並びがあるため、他の星と見間違えることはない。まずおうし座ζ星を導入する。そこから少し東にオリオン座χ1星と2つの6等星及び2つの7等星からなる台形に尾が付いた星の並びが見える。その台形のすぐ脇、詳しくいえばχ1星の東隣にU星が輝いている。

## 名称
学名はU Orionis（略称：U Ori）、ボン掃天星表での番号はBD+20°1171、ヘンリー・ドレイパーカタログの番号はHD 51725。